# Duomyia gigas
Duomyia gigas är en tvåvingeart som först beskrevs av Macquart 1851.  Duomyia gigas ingår i släktet Duomyia och familjen bredmunsflugor. Inga underarter finns listade i Catalogue of Life.